# Deželni stanovi
Deželni stanovi (nemško Landstände) je naziv za privilegirane osebe (plemstvo), ki so imele pravico sodelovati na deželnem zboru (nemško Landtag), in so pojav fevdalizma v habsburških dednih deželah. V zgodovinskih virih se omenjajo tudi kot častitljivi deželani, označeni s kratico E:La (nemško Ehrwürdige Landleute). Deželni stanovi so bili do deželnega kneza (vsakokratnega vladarja-Habsburžana) neenakopravni, saj so se mu morali pokloniti, ta pa jim je v zameno podelil ročine (privilegije). Deželnoknežja posest v deželi je bila izvzeta iz uprave deželnih stanov. Stanovi se v habsburških dednih deželah dokončno izoblikujejo v zgodnjem 15. stoletju, ter z manjšimi presledki obstajajo vse do zemljiške odveze leta 1848.

## Zgradba in funkcija deželnih stanov
Deželan je lahko postala oseba plemiškega rodu, ki je imela določeno število podložniških kmetij (na Kranjskem 60), imeti pa je morala tudi ustrezno podporo deželnih stanov. Deželanstvo je bilo v rodbini dedno.
"Pravico članstva so imeli pri kranjskem deželnem zboru izprva le grofi in gospodje (3 knezi, 18 grofov, 42 baronov), pozneje tudi 58 drugih plemičev, dalje škofje: ljubljanski, tržaški in pičenski, komendator nemškega viteškega reda, prosta ljubljanski in novomeški, opata stiški in kostanjeviški, prior bistriški, sedem stolnih kanonikov. Izmed mest so pošiljala svoje zastopnike: Ljubljana, Kranj, Kamnik, Novo mesto, Metlika, Črnomelj, Lož. Tudi Trst in Reka sta bila dalj časa zastopana v kranjskem deželnem zboru."
V deželnem zboru je imel vsak stan svojo kurijo:
- Prelati: Višja duhovščina, če je imela v deželi posest.
- Gospodje: Plemstvo, od naziva barona.
- Vitezi: Nižje plemstvo.
- Deželnoknežja mesta in trgi.

Na Goriškem so bili do 16. stoletja v deželnem zboru tudi zastopniki kmetov, mesta pa niso bila zastopana. V Trstu ni bilo stanov.
Deželni zbor je zasedal v deželni hiši (na Kranjskem v stavbi današnje Slovenske akademije znanosti in umetnosti), in je imel običajno okrog 50 članov. Stanovi so se sestajali enkrat letno na poziv deželnega kneza, ki je dal stanovom pisni predlog, kaj naj tisto leto prispevajo k davkom, vojski, ipd., odgovor na to pismo pa je bila deželna odobritev. Stanovi so v pogajanja pogosto vpletali tudi svoje lastne interese, zato do odobritev ni vedno prihajalo zelo enostavno. 
V posebnih primerih so se deželni stanovi sestajali tudi med seboj, predvsem v 15. stoletju, zaradi koordinacije obrambe pred turško nevarnostjo, sodelovali pa so tudi operativno, na nivoju odborov. Ko se je leta 1578 vzpostavila Vojna krajina, vladar meddeželnega sodelovanja ni več podpiral, da ne bi dežele skupno nastopale zoper njega.

## Stanovski organi
Ker se je deželni zbor sestajal samo enkrat letno, so morali sestaviti organe, ki so opravljali operativno delo, ter izvrševali sklepe deželnega zbora. V deželi so imeli stanovi nadzor nad zdravstvom (npr. za kužne zapore), trgovino, obrtjo, cestnim prometom; imenovali pa so tudi oficirje v Vojni krajini.
- Stanovski poverjeniki (nemško Verordnete Stelle): So stalni organ, ki se oblikuje leta 1515, sestavljalo pa ga je 3-6 članov deželnega zbora. V njem so bili zastopniki prvih treh stanov, bili pa so današnja ustreznica vladi. Sestajali so se enkrat tedensko.
- Mali odbor: Se je sestajal za pomembnejše zadeve dežele, imel je 12 članov.
- Veliki odbor: Se je izoblikoval iz vseh kurij, pristojen pa je bil za splošne deželne zadeve. Imel je 25 članov.
- Deželni knjigovodja (nemško Landesbuchhalter): Je vodil imenjsko knjigo.
- Generalni prejemnik (nemško Generaleinnehmer): Je vodil prejemniški urad, ki je bil pristojen za davke in izterjavo.

Poleg teh organov so imenovali tudi pristojne za različna področja, npr. deželnega zdravnika, lekarnarja, stavbenika, gozdarja.

## Finančni sistem deželnih stanov
Davke so v deželi razpisovali deželni knez in stanovi, ter jih oboji tudi pobirali. Poznamo neposredne davke (davek na plačo, obrt), ter posredne davke (davek na trgovski promet).
V 15. stoletju so bili davki izredni in neredni, pobirali pa so se glede na osebo (glavarina), ter davek na imenjsko rento (nemško Gültsteuer, povzeto po besedi imenje, ki pomeni zemljišče oz. v nemščini Gült). Davek na imenjsko rento se je odmeril od podložnikov, mest in cerkvenih ustanov, medtem ko dominikalna (zemljiškogosposka) posest ni bila obdavčena. Vsak zemljiški gospod je sam ugotavljal in odmerjal svojo imenjsko rento, ter jo sporočal deželnemu knjigovodji, in se je zapisovala v imenjsko knjigo (nemško Gültbuch). Na podlagi vseh donosov, ter količnika, ki so ga določili na deželnem zboru, so potem stanovi izplačali deželnemu knezu deželni davek.
V 16. stoletju so v obdavčitev poleg imenjske rente pritegnili tudi druga sredstva. Leta 1560 so uvedli posredni davek na mitnicah, ter davek na hišo, hubo in novo naklado (nemško Neue Anlag, oziroma davek od trgovskega prometa). Leta 1633 se je temu davku pridružila še kontribucija, kot davek na osebo. Poleg tega so obstajali tudi skupni posredni davki, ki so jih pobirali stanovi, del pa je dobil deželni knez. Šlo je predvsem za davke na potrošnjo, luksuz, zabavo (npr. mesni krajcar, vinski davek, davek na ples, ipd.).
Deželnoknežja zemljiška gospostva pri stanovih niso bila obdavčena. Ta je namreč obdavčil deželni vicedom, prihodki pa so šli v dvorno komoro v Gradcu. 
Tak finančni sistem je ostal v veljavi vse do davčnih reform vladarice Marije Terezije v 18. stoletju. Na podlagi Terezijanskega katastra in nove imenjske knjige so prvič objektivno ugotovili dejanski donos zemljišč, obdavčili pa so tudi dominikalno zemljo.

## Imenjska knjiga
Imenjska knjiga je naziv za evidenco, ki so jo vodili deželni stanovi v deželnem knjigovodstvu, urejena pa je bila po stanovih. V knjigo so vnašali spremembe na renti vsakega vpisanega, deželni davek pa se je oblikoval na podlagi podatkov iz te knjige. Zemljiški gospodje so davek terjali od kmetov, ter ga izplačevali glavnemu prejemniku. Vpisi v tej knjigi so pogosto ostali dolgo nespremenjeni, zato so bile možne davčne utaje (nekatera zemljiška gospostva niso bila vpisana). Zaradi neučinkovite izterjave so bili stanovi pogosto v dolgovih, ponekod so v 17. stoletju celo bankrotirali.